# 루프트한자 540편 추락 사고
루프트한자 540편 추락 사고는 1974년 11월 20일 일어난 항공 사고이다. 케냐 조모 케냐타 국제공항에서 이륙한 루프트한자 540편(보잉 747)은 이륙 후 추락하고 왼쪽 날개부터 화재가 발생했다. 이 사건으로 승객 140명, 승무원 17명이 탄 비행기에서 승객 55명, 승무원 4명이 사망했다.